# 価値法則
価値法則（かちほうそく law of value）とは資本制経済の基本的な運動を規制する一般的な法則をいう。商品の価値規定とも呼ばれる。

## 内容
商品の価値というものは、その商品を生産するために社会的・一般的な抽象的人間労働の必要量（社会的必要労働時間）によって規定される。例えばx量の商品Aを生産するために必要な社会的・平均的・一般的な抽象的人間労働の量が2時間であり、y量の商品Bでは1時間である場合、商品の持つ社会的な価値は一つである（「一物一価」の原理）ため、x量の商品Aはy量の商品Bと比較すれば二倍の価値を持つことが分かる。この価値量によって生産物の交換比率が規定され、交換価値が社会的労働の比例的な配分が実現される。